# المحفحف (مودية)

تعديل مصدري - تعديل

المحفحف هي إحدى قرى عزلة مودية بمديرية مودية التابعة لمحافظة أبين، بلغ تعداد سكانها 218 نسمة حسب تعداد اليمن لعام 2004.